# ALARM
ALARM ([əˈlɑːm] «Ала́рм» — «всеоружие, тревога», бэкроним от англ. Air Launched Anti-Radiation Missile) — британская противорадиолокационная ракета. Основная особенность ракеты — барражирующий режим. После запуска ракета набирает высоту от 12000 до 21000 метров, выключает двигатель и выпускает парашют. Спускаясь на парашюте, ракета осуществляет поиск ВЧ-излучения РЛС противника. После того как ракета засекает источник, производится его идентификация. Затем ракета сбрасывает парашют и пикирует на цель. В этом режиме возможно залповое применение ракет. Первый пуск: 1988 год. Принята на вооружение в 1990 году.

## История
Министерство обороны Великобритании получило предложения о заключении контракта на разработку новой противорадиолокационной ракеты в конце 1982 года; BAe Dynamics (англ. BAe Dynamics) предложила проект ALARM в то время как Texas Instruments объединившись с Lucas Aerospace предложила свою ракету HARM.
Государственный секретарь обороны Майкл Хезелтайн объявил о выборе проекта ALARM 29 июля 1983 года. Первоначально планируемый объём закупок ракет для Королевских ВВС составлял 750 ракет. Процесс отбора был противоречив и неоднозначен; битва между подрядчиками была ожесточённой, Министерство обороны выступало за ALARM в интересах сохранения промышленного потенциала Великобритании, в то время как Казначейство Её Величества (англ. HM Treasury) выступало за менее затратный и прошедший испытания HARM.
В начале 1986 года BAe признала, что Royal Ordnance (англ. Royal Ordnance) столкнулась с трудностями в поставке РДТТ Nuthatch (рус. поползень) для ALARM, и начала рассматривать альтернативы. Предложенная Royal Ordnance реализация требования по цикличности работы двигателя «горение-барражирование-горение» была слишком сложной. В июле 1987 года BAe, уже будучи владельцем Royal Ordnance, заменила Натхетч на менее рискованный двигатель компании Bayern-Chemie. Контракт BAe стоимостью 200 млн фунтов стерлингов на поставку ракет был пересмотрен с увеличением цены до £400 млн и переносом сроков поставки с 1988 на 1990 год.

## Задействованные структуры
В разработке и производстве ракет и сопутствующего оборудования были задействованы следующие структуры:
- Комплекс в целом — British Aerospace plc, Air Weapons Division, Лосток, Ланкашир, Северо-Западная Англия;
- Твердотопливный ракетный двигатель — Royal Ordnance plc[англ.], Explosives Division, Уэсткотт, Бакингемшир, Юго-Восточная Англия → Bayern Chemie GmbH[англ.], Ашау-ам-Инн, Бавария;
- Пассивная головка самонаведения — Marconi Radar Systems Ltd[англ.], Челмсфорд, Эссекс, Восточная Англия;
- Боевая часть — Messerschmitt-Bölkow-Blohm AG, Мюнхен, Бавария;
- Неконтактный взрыватель с лазерным датчиком цели — Thorn EMI, Хайес, графство Мидлсекс, Большой Лондон.

## Тактико-технические характеристики
| ТТХ                                 | ALARM                                                                       |                                                                             |
| ----------------------------------- | --------------------------------------------------------------------------- | --------------------------------------------------------------------------- |
| Длина, м                            | 4,3                                                                         |                                                                             |
| Размах крыла, м                     | 0,72                                                                        |                                                                             |
| Диаметр, м                          | 0,23                                                                        |                                                                             |
| Масса, кг                           | 268                                                                         |                                                                             |
| Скорость полета, км/ч               | 2500                                                                        |                                                                             |
| Дальность пуска, км                 | 93                                                                          |                                                                             |
| Двигатель                           | РДТТ                                                                        |                                                                             |
| Боевая часть: * масса БЧ * масса ВВ | осколочно-фугасная                                                          |                                                                             |
| Взрыватель                          | дистанционный, лазерный                                                     |                                                                             |
| Система управления                  | ПРЛГСН + Бесплатформенная ИНС                                               |                                                                             |
| Носители                            | Tornado GR.4 и F3 — до девяти ракет на подкрыльевых и подфюзеляжном пилонах | Tornado GR.4 и F3 — до девяти ракет на подкрыльевых и подфюзеляжном пилонах |

## На вооружении
Саудовская Аравия
- Королевские ВВС Саудовской Аравии — по состоянию на 2010 год[9]

 Великобритания
- Королевские ВВС — по состоянию на 2010 год[10]

## Боевое применение
ALARM использовалась в следующих конфликтах:

### Война в Персидском заливе (1991 год)
Во время этого конфликта ВВС Великобритании впервые применили УР ALARM, при этом они ещё не состояли на вооружении, а их испытания к началу боевых действий не были завершены.
У Королевских ВВС в зоне Персидского залива было девять истребителей-бомбардировщиков Tornado GR.1 оснащённых УР ALARM. Практически все самолёты были «заимствованны» из 9-й эскадрильи (англ. No. 9 Squadron RAF), но пилотировались экипажами 20-й эскадрильи (англ. No. 20 Squadron RAF). Самолеты совершали боевые вылеты из Табука в Саудовской Аравии. Загрузка самолётов, как правило, составляла три ракеты на подфюзеляжной подвеске. В качестве оборонительных средств РЭП использовался подвесной контейнер Skyshadow на одном подкрыльевом пилоне, и подвесной контейнер с автоматом сбрасывания дипольных отражателей и ИК-ловушек на другом пилоне.
Типичные миссии включали пуски АЛАРМов в «барражирующем» режиме с самолётов подавления ПВО по различным направлениям, относительно атакующих сил. Обычно, перед пуском ракеты самолёт-носитель совершал краткое кабрирование, и, после сброса, ракета круто набирала высоту для поиска цели.
В общей сложности Королевские ВВС совершили 24 миссии по подавлению средств ПВО Ирака с применением ALARM, включая 52 боевых вылета во время которых была выпущена 121 ракета. Запасы ракет были исчерпаны к середине февраля, после чего подавление иракской ПВО было возложено на ВВС США. Однако, к этому времени уже оставалось мало активных иракских РЛС. Из-за технических отказов ракет установочной партии, несколько пусков оказались неудачными.
Таким образом, Великобритания провела испытания новой противорадиолокационной ракеты (ПРР), что по мнению западных военных обозревателей помогло ускорить принятие её на вооружение (принята в том же 1991 году).

### Косовская война
Сообщается о применении 6 ракет ALARM в рамках операции «Союзная сила».

### Вторжение коалиционных сил в Ирак (2003)
Известно по крайней мере об одном боевом вылете истребителей-бомбардировщиков Tornado GR.4 9-й эскадрильи Королевских ВВС в начальной фазе операции «Иракская свобода» (21 марта 2003), с ПРР ALARM на борту для поражения иракских РЛС средств ПВО. О боевом применении ALARM в данном вылете данных не найдено.
Также, сообщается о доработке ряда перехватчиков Tornado F3 в целях оснащения ПРР ALARM, для участия в иракской операции 2003 года.